# Adad-uballit
Adad-uballit (akad. Adad-uballiṭ, w transliteracji z pisma klinowego zapisywane mdIM-ú-bal-liṭ; tłum. „Adad ożywił”) – wysoki dostojnik, gubernator prowincji Tamnunna za rządów asyryjskiego króla Adad-nirari III (810-783 p.n.e.); z asyryjskich list i kronik eponimów wiadomo, iż w 785 r. p.n.e. sprawował też urząd eponima (akad. limmu).